# جان واربرتون
جان واربرتون (انگلیسی: John Warburton؛ ‏ ۱۸ ژوئن ۱۹۰۳ – ۲۷ اکتبر ۱۹۸۱) بازیگر اهل بریتانیا بود.
از فیلم‌هایی که وی در آن نقش داشته‌است، می‌توان به دختر شوخ، خواهران، بکی شارپ، اتود در قرمز لاکی، روزنه امید، هیچ‌چیز بجز دردسر، صخره‌های سفید دوور، سواران، خط ساراتوگا، دره تصمیم، و از تراس اشاره کرد.